# 440-449
De jaren 440-449 (van de christelijke jaartelling) zijn een decennium in de 5e eeuw.

## Belangrijke gebeurtenissen

### Romeinse Rijk
- 440 : De Vandalen koning Geiserik verovert Sicilië, Sardinië, Corsica en de Balearen.
- Tussen 445 en 450 valt de Frankische krijgsheer Chlodio het Romeinse Rijk binnen en bezet de steden Kamerijk en Doornik.

### Hunnen
- 443 : De Hunnen plunderen de Balkan en bedreigen Constantinopel.
- 445 : Bleda de Hun sterft, Attila, zijn broer wordt alleenheerser.
- 447 : Slag bij de Utus : Marcianopolis wordt door de Hunnen met de grond gelijk gemaakt.

### Christendom
- 445 : Constitutio Valentiniana. Keizer Valentinianus III van het West-Romeinse Rijk heeft aan paus Leo I de hoogste macht in de kerk en steunt hem in de strijd tegen het manicheïsme. Paus Leo I vindt dat de nieuwe patriarch van Alexandrië, Dioscorus van Alexandrië aan hem is ondergeschikt en hoopt zo de discussie rond de christologie naar zijn hand te zetten.
- 449 : Het Tweede Concilië van Efeze bijeengeroepen door de Oost-Romeinse keizer Theodosius II van Byzantium, ook wel de "Roverssynode" genoemd. Zij die zich uitspraken tegen het monofysitisme werden gemuilkorfd of erger nog verbannen. Een mooi voorbeeld van Cesaropapie.

## Heersers

### Europa
- Salische Franken: Chlodio (ca. 426-447), Merovech (ca. 447-458)
- Hunnen: Attila (434-453), Bleda (434-445)
- West-Romeinse Rijk: Valentinianus III (425-455)
- Oost-Romeinse Rijk: Theodosius II (408-450)
- Sueven: Rechila (438-448), Rechiar (448-456)
- Vandalen: Geiserik (428-477)
- Visigoten: Theoderik I (418-451)

### Azië
- China
  - Liu Song: Liu Yilong (424-453)
  - Noordelijke Wei: Beiwei Taiwudi (424-452)
- India (Gupta's): Kumaragupta I (415-455)
- Japan (traditionele data): Ingyo (411-453)
- Korea
  - Koguryo: Jangsu (413-491)
  - Paekche: Biyu (427-455)
  - Silla: Nulji (417-458)
- Perzië (Sassaniden): Yazdagird II (439-457)

### Religie
- paus: Sixtus III (432-440), Leo I (440-461)
- patriarch van Alexandrië: Cyrillus I (412-444), Dioscorus I (444-457)
- patriarch van Antiochië: Johannes I (428-442), Domnus II (442-449), Maximus II (449-455)
- patriarch van Constantinopel: Proclus (434-446), Flavianus (446-449), Anatolius (449-458)

<< · 440 · 441 · 442 · 443 · 444 · 445 · 446 · 447 · 448 · 449 · >>
<< · 400-409 · 410-419 · 420-429 · 430-439 · 440-449 · 450-459 · 460-469 · 470-479 · 480-489 · 490-499 · >>